# Рекламен сървър
Рекламен сървър е софтуер за излъчване на банери, тяхното позициониране на сайтове. Сървърната доставка на онлайн реклама или накратко „доставка на реклама“ е технологията, която прави възможно това.

## Общ преглед
Рекламният сървър е компютърен сървър, специфично уеб сървър, който складира реклами, използвани в онлайн маркетинга и ги доставя за посетителите на уебсайтове.